# Mitreo di Menandro

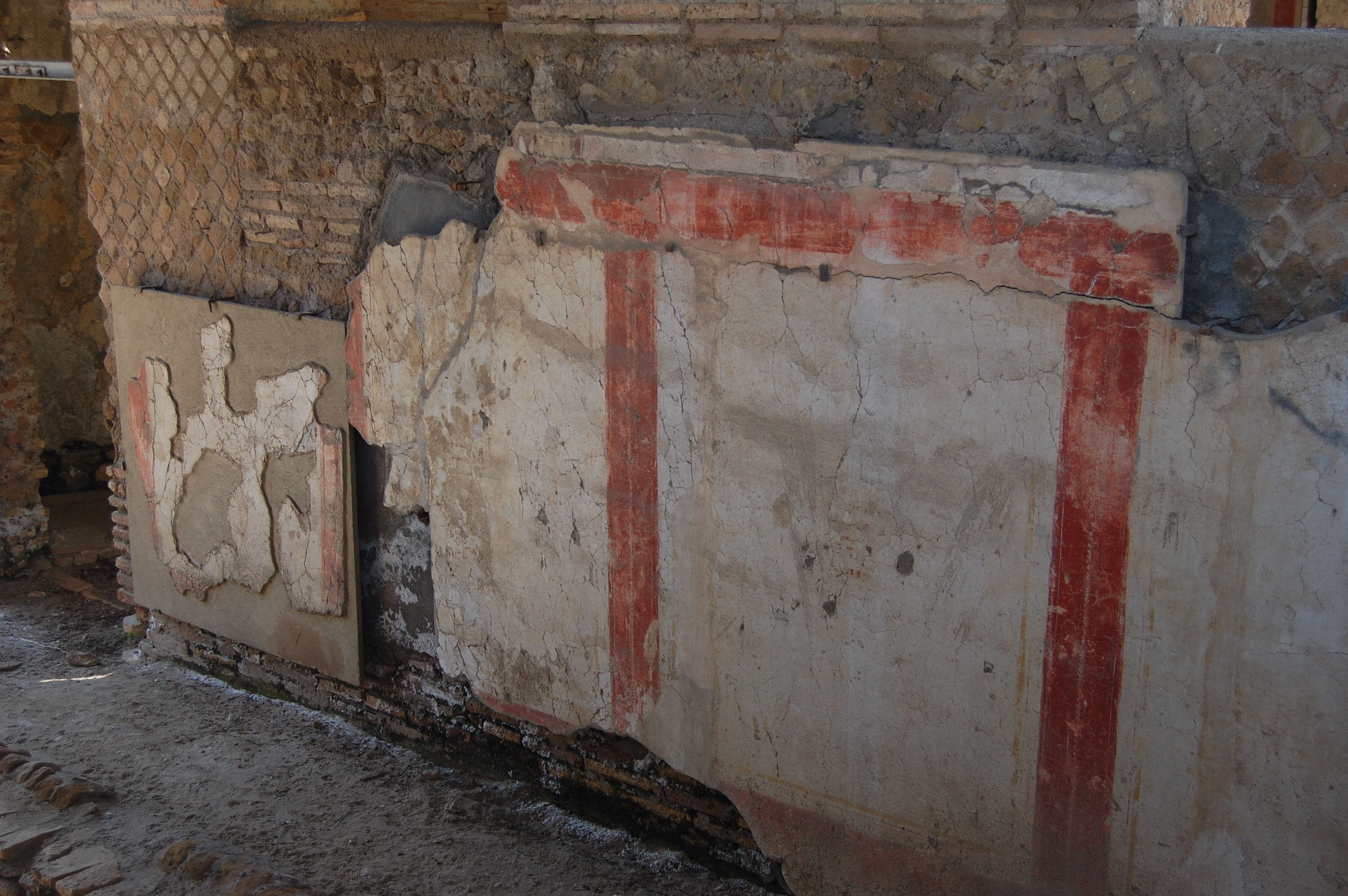
Wandmalereien im Mithräum

Das Mitreo di Menandro (auch Mitreo di Lucrezio Menandro, Mithräum des Menander oder Mithräum des Lucretius Menander) befindet sich in Ostia (Insula III, 5) und erhielt seinen modernen Namen von einem Stifter, der von einer Inschrift im Mithräum bekannt ist.
Das Mithräum wurde in der ersten Hälfte des dritten Jahrhunderts in den Raum eines bestehenden Hauses hadrianischer Zeit hineingebaut. Es besteht aus einem einzigen, länglichen Raum. An den Längswänden befindet sich jeweils eine Bank. Am Kopfende des Raumes befand sich ein Altar mit der Weiheinschrift des Caius Lucretius Menander. Die Wände weisen noch Reste von Wandmalereien auf. Sie zeigen große, weiße Felder, die von roten Streifen gerahmt werden. Innerhalb der Felder befinden sich zierliche Landschaftsbilder. Die Malereien sind älter als das Mithräum und stammen von der Bemalung des Wohnhauses. Sie datieren in die Mitte des zweiten Jahrhunderts. Der Boden zeigt ein einfaches Schwarzweiß-Mosaik, das auch von dem älteren Wohnhaus stammt.